# ミルトン・マルガイ
ミルトン・オーガスタス・ストリービー・マルガイPC（Milton Augustus Strieby Margai、1895年12月7日 － 1964年4月28日）はシエラレオネの政治家（SLPPの創立者）で、初代首相である。

## 人物
彼は1895年にイギリス保護領のシエラレオネ南部のメンデ族の裕福な商人の息子として、またメンデ族の戦士長の孫として生まれた。福音同胞教会学校で教育を受け、中等学校はアルバート・アカデミーに入り、大学では1921年にフォーラー・ベイ・カレッジで歴史の学士号を獲得。その後イギリスに留学し、ダラム大学キングス・カレッジ医学スクールで修士学位を取得。1926年に保護領での最初の医者になるため、医学を学び卒業した。1928年に高齢者医療官への政府のサービスに入る。1950年に彼はシエラレオネ人民党（SLPP）を結成しSLPPの初代代表者になる。1958年の選挙でミルトン・マルガイ率いるSLPPが大勝しミルトン・マルガイはシエラレオネ初代首相に就任した。彼はイギリスとの関係を重視する親英派の保守的であったがシエラレオネが独立国として自立できるとも確信していた。そして1960年にイギリスのロンドンで開催された憲法会議で彼は代表団を引き連れシエラレオネの完全独立を認めるように独立を主張し要求した。翌年の1961年にイギリスが独立を認めシエラレオネがついに、イギリスの君主を元首とするイギリス連邦の一員の独立国を達成すると、1962年5月27日に最初の独立最初の総選挙を行い、マルガイは地滑りでシエラレオネの独立初代の首相に就任した。また独立した年にイギリスのエリザベス2世とフィリップ王配がシエラレオネの独立の祝賀会の為にシエラレオネに訪問し、マルガイ首相は挨拶してエリザベス2世らを出迎えた。独立後マルガイ首相はシエラレオネの近代化や特に教育、健康、農業の分野に重点を置いた政策をとった。1962年にマルガイは隣国ギニアからのフラ族の不法移民の問題に直面し対応を追われた。1964年4月28日に68歳で死亡するまでマルガイ首相はシエラレオネの首相を務めた。その後、彼の弟であるアルバート・マルガイが1967年まで首相を引き継いだ。
マルガイはイギリス植民地時代からの王立西アフリカ辺境軍のシエラレオネ連隊の流れを組む形で1961年の独立後にシエラレオネ国軍を設立し、マルガイはシエラレオネ人に軍隊をより多く支配した。これにより1964年までシエラレオネ国軍は民族的に異質になり、将校の26%がメンデ族で12%がテムネ族で残りの64%は他の様々な部族出身者となった。しかし彼の死後、彼の後継者の弟であるアルバート・マルガイが権力を握ると軍隊の殆を自分の出身部族であるメンデ族だけにしようとした。
マルガイは首相に就任して亡くなるまでの3年間、シエラレオネの安定した民主化に貢献した。シエラレオネ国民のアイデンティティーを構築する一方で、イギリスの君主を元首とするイギリス連邦の一員としてのイギリス重視の立場を取っていた。彼は穏やかで友好的な態度と政治的知識を尊重し、熟練した説明者としての評判で国の文盲の大多数から尊敬を得ていた。
1956年にイギリスの支援で設立されたミルトン・マルガイ盲学校は彼の名に因んでいる。